# 松本俊一

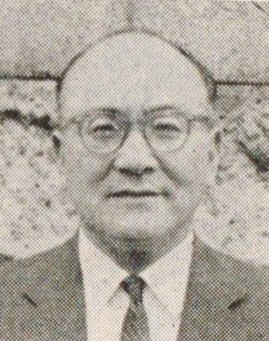
松本 俊一

松本 俊一（まつもと しゅんいち、1897年〈明治30年〉6月7日–1987年〈昭和62年〉1月25日）は、昭和期の外交官・政治家。

## 来歴・人物
台湾台北で、実業家・松本勝太郎の長男として生まれ、広島県呉市広育ち。広島県立呉中学校（呉三津田高校）、一高を経て経て、1921年東京帝国法学部卒業し外務省入省。
在ベルギー外交官補、アントワープ領事官補、条約局、在フランス大使館を経て、条約局第二課長、条約局第一課長、人事課長、在中華民国大使館参事官、文化事業部長、条約局長を歴任。
1942年、重光葵外務大臣下で外務次官。フランス領インドシナ特派大使を経て1945年に東郷茂徳外務大臣下で再び外務次官となり内閣書記官長の迫水久常らと終戦処理にあたった。
戦後は1946年、公職追放を受け家業の松本建設社長を務め1952年追放解除により外務省顧問として復帰。同年戦後、最初の駐イギリス大使を務めた後、1955年の第27回衆議院議員総選挙で日本民主党から旧広島2区に立候補して当選、以降三期連続当選。鳩山一郎首相から日ソ交渉全権代表に起用され1955年6月から在ロンドンのソビエト連邦大使館でソ連側全権代表・ヤコフ・マリク（当時駐英大使）との外交会談で日ソ国交回復への道を開いた。
1958年、第2次岸内閣で内閣官房副長官に就任。続く第2次岸改造内閣でも官房副長官を務めたが、1963年の総選挙での落選に伴い退任し、外務省顧問となった。1965年4月から1969年5月まで第4代日本アラブ協会会長を務めた。
1965年、ベトナム戦争の調査団として現地視察し帰国後に「アメリカ軍の北爆の効果は限定的で、逆に南ベトナム解放民族戦線への支持が南ベトナム国内に広がっており、アメリカ軍の敗北は避けられない」とする報告書を出して物議を醸したが、後にこの見通しが正しかった事が証明された。1967年勲一等瑞宝章受章。 

## 親族
- 弟 松本賢一（呉市長、参議院議員）[5]

## 著作
- 「第1部 国際連合の沿革と機構」『国際連合の研究』東洋経済新報社〈東洋経済講座叢書 19〉、1947年11月。 NCID BA30010787。全国書誌番号:46010221。
- 『変転する国際情勢』外交知識普及会〈普及会講演 33〉、1963年3月。 NCID BA70924154。
- 『モスクワにかける虹 日ソ国交回復秘録』朝日新聞社、1966年10月。 NCID BN09703413。全国書誌番号:66008749。
  - 『モスクワにかける虹 日ソ国交回復秘録』吉村道男監修（復刻版）、ゆまに書房〈日本外交史人物叢書 第25巻〉、2002年12月。ISBN 9784843306918。 NCID BA60607596。全国書誌番号:20395628。
  - 『日ソ国交回復秘録 北方領土交渉の真実』佐藤優解説（改題改版）、朝日新聞出版〈朝日選書 892〉、2012年8月。ISBN 9784022599926。 NCID BB09909629。全国書誌番号:22140969。
  - 『日ソ国交回復秘録 北方領土交渉の真実』佐藤優解説（増補版）、朝日新聞出版、2019年3月。ISBN 9784022516015。 NCID BB27951274。全国書誌番号:23192034。
- 『北方領土問題 最近のソ連の態度とその対策』外交知識普及会〈時事評論 第1巻第21号〉、1969年11月。 NCID BA82518230。

### 翻訳
- リチャード・ストーリー『日本現代史』時事通信社〈時事新書〉、1961年4月。 NCID BN04717385。全国書誌番号:62011034。
- R・L・ブリュックベルジェ『アメリカの産業・社会革命』時事通信社〈時事新書〉、1962年6月。 NCID BN05572765。全国書誌番号:62011138。

### 監修
- 栗原健、松沢哲成 著、鹿島平和研究所 編『大東亜戦争・終戦外交』松本俊一・安東義良監修、鹿島研究所出版会〈日本外交史 25〉、1972年12月。 NCID BN02697436。全国書誌番号:72013305。
- 長岡新次郎 著、鹿島平和研究所 編『日本外交史』松本俊一・安東義良監修、鹿島研究所出版会〈日本外交史 22〉、1973年2月。 NCID BN02697389。全国書誌番号:72013302。